# بلوار طاق‌بستان
بلوار طاق‌بستان خیابانی در شهر کرمانشاه و طولانی‌ترین بلوار جنگلی در ایران است که از میدان طاق‌بستان در شمال این شهر آغاز شده و تا پل لب آب امتداد می‌یابد. ساخت این خیابان در فاصلهٔ سال‌های ۱۳۴۸ تا ۱۳۵۱ خورشیدی انجام شد. بلوار طاق‌بستان مسیر اصلی حمل و نقل در بخش شمال غربی شهر کرمانشاه به‌شمار می‌آید و یکی از پرترددترین خیابان‌ها و اصلی‌ترین مسیرهای حمل و نقل شهر کرمانشاه است. طول این بلوار ۳۶۰۰ متر است.

## نام گذاری
نام این خیابان در ابتدا بلوار تاق‌بستان بود، چرا که مسیری بود که از بافت قدیمی شهر کرمانشاه به آثار تاریخی طاق‌بستان منتهی می‌شد. پس از مدتی در راستای سیاست حکومت پادشاهی پهلوی مبنی بر نامگذاری اماکن شهری به نام اعضای خانوادۀ سلطنتی نام آن به بلوار فرحناز تغییر پیدا کرد. با وقوع انقلاب بهمن ۱۳۵۷ نام بلوار دوباره به طاق‌بستان تغییر داده شد. با این وجود در سال‌های جنگ ایران و عراق تابلوی آن به نام بلوار شهید شیرودی تغییر کرد. علیرغم این تغییرات این بلوار همچنان در میان مردم و نیز بسیاری از مقامات حکومت با همان نام بلوار طاق‌بستان شناخته می‌شود.

## تاریخچه
ساخت بلوار طاق‌بستان به عنوان جاده‌ای برای دسترسی به آثار تاریخی طاق‌بستان و تفریحگاه‌های آن ناحیه ابتدا در دههٔ ۱۳۳۰ آغاز شد. در سال ۱۳۴۱ و در زمان شهرداری مهدی رئوفی، مسیر بلوار مشخص شد و خاکبرداری و تسطیح آن آغاز و درختکاری در دو سوی آن انجام گردید. در سال ۱۳۴۲ علی سلیمانی شهردار کرمانشاه شد و اجرای شبکۀ برق و روشنایی مسیر بلوار -از میدان جدید تا محوطۀ طاق‌ها- انجام شد. در همین زمان نیز شهرداری در محوطۀ طاق‌بستان تغییراتی اعمال کرد و خیابان‌های حاشیه‌ای، توسعۀ استخر، گلکاری، باغچه‌بندی و محوطۀ بازی کودکان را ایجاد کرد.
با این حال تا سال ۱۳۴۸ این مسیر جاده‌ای باریک بود که از میان زمین‌های کشاورزی روستاهای مرادحاصل و چقاکبود (به کردی: چیاکه‌و) می‌گذشت و تا روستای طاق‌بستان امتداد می‌یافت. درختکاری و تبدیل این مسیر به بلوار از سال ۱۳۴۸ با انتصاب جواد شهرستانی به عنوان استاندار کرمانشاه و نیز طرح بازپیرایی مجموعهٔ تاریخی طاق‌بستان آغاز شد و تا سال ۱۳۵۲ به درازا انجامید. با ساخت این بلوار برنامه‌های شهرک‌سازی و شهرسازی دیگری نیز در ناحیه شمالی و شمال شرقی شهر کرمانشاه به اجرا گذاشته‌شد.

## آسیب‌ها

### عبور مونوریل
در طرح قطار شهری کرمانشاه که قرار است به صورت قطار سبک شهری و از روی زمین ساخته شود، ستون‌های سازهٔ قطار از بلوار طاق‌بستان خواهد گذشت. این مسئله انتقادات زیادی را برانگیخته‌است، چرا که علاوه بر از بین بردن منظر طبیعی بلوار طاق‌بستان به حریم منظری شکارگاه خسروپرویز نیز آسیب جبران‌ناپذیری وارد می‌کند.

### آسیب به درختان
در آبان ۱۴۰۰ اعلام شد که درختان سرو بلوار طاق‌بستان دچار آفت شپشک شده‌اند. این آفت بخش‌هایی از ساقه، برگ، شاخه و تنه درخت را مورد حمله قرار داده و با مکیدن شیرۀ غذایی باعث نابودی درخت می شود. سازمان سیما، منظر و فضای سبز شهرداری کرمانشاه با نظارت کلینیک گیاه‌پزشکی این سازمان این درختان را سم‌پاشی کرده‌است.

## اماکن مهم
- هتل پارسیان کرمانشاه
- پارک فدک
- سینما فرهنگ
- حوزهٔ علمیهٔ امام خمینی
- شکارگاه خسروپرویز
- بیمارستان زاگرس
- مجموعه ورزشی امام خمینی
- هتل جمشید
- طاق‌بستان

## کاربری‌های مهم
کاربری بیشتر ساختمان‌های قرار گرفته در دو سوی این بلوار اداری، خدماتی و نیز تجاری است. علاوه بر اداره‌های دولتی، بانک‌ها، هتل‌ها، پارک و نیز واحدهای تجاری نیز در این خیابان وجود دارند. بلوار طاق‌بستان یکی از محورهای گردشگری اصلی در شهر کرمانشاه به‌شمار می‌آید.

## ورودی‌ها و برخوردگاه‌ها
بلوار طاق‌بستان مسیر ارتباطی اصلی شهرک‌های پرجمعیت ناحیه شمال کرمانشاه است. این بلوار در مسیر خود از میدان طاق‌بستان، میدان دانشگاه (سه‌راه مسکن)، پل صیاد شیرازی، دوراهی اول و دوم کارمندان، دوراهی فرهنگیان، دوراهی چهل‌متری تعاون و پل ولایت (لب آب) نیز می‌گذرد. کمربندی شمال کرمانشاه (بلوار صیاد شیرازی) از طریق پل صیاد شیرازی به این بلوار متصل می‌شود.
| از شمال شرقی به جنوب غربی                                      | از شمال شرقی به جنوب غربی  | از شمال شرقی به جنوب غربی |
| -------------------------------------------------------------- | -------------------------- | ------------------------- |
| طاق‌بستان پارک شرقی طاق‌بستان پارک غربی طاق‌بستان جاده قدیم تهران | میدان طاق‌بستان             |                           |
| هتل جمشید                                                      |                            |                           |
| بلوار گل‌ها (آبادانی و مسکن) بلوار دانشگاه رازی (باغ ابریشم)    | میدان دانشگاه (سه‌راه مسکن) |                           |
| بیمارستان زاگرس                                                |                            |                           |
| مجموعه ورزشی امام خمینی                                        |                            |                           |
| بزرگراه صیاد شیرازی بلوار پرستار                               | پل صیاد شیرازی             |                           |
| شکارگاه خسروپرویز                                              |                            |                           |
| حوزهٔ علمیهٔ امام خمینی                                          |                            |                           |
| خیابان دوم کارمندان                                            | دوراهی کارمندان            |                           |
| خیابان اول کارمندان                                            | دوراهی کارمندان            |                           |
| خیابان فرهنگیان                                                | دوراهی فرهنگیان            |                           |
| پارک فدک                                                       |                            |                           |
| فروشگاه زنجیره‌ای رفاه                                          |                            |                           |
| بلوار نبوت (چهل‌متری تعاون)                                     | دوراهی تعاون               |                           |
| هتل پارسیان                                                    |                            |                           |
| بلوار شهید کشوری (کشمیر) بلوار یحیی شمشادیان بلوار شهید بهشتی  | پل ولایت (پل لب آب)        |                           |
| از جنوب غربی به شمال شرقی                                      |                            |                           |

## نگارخانه

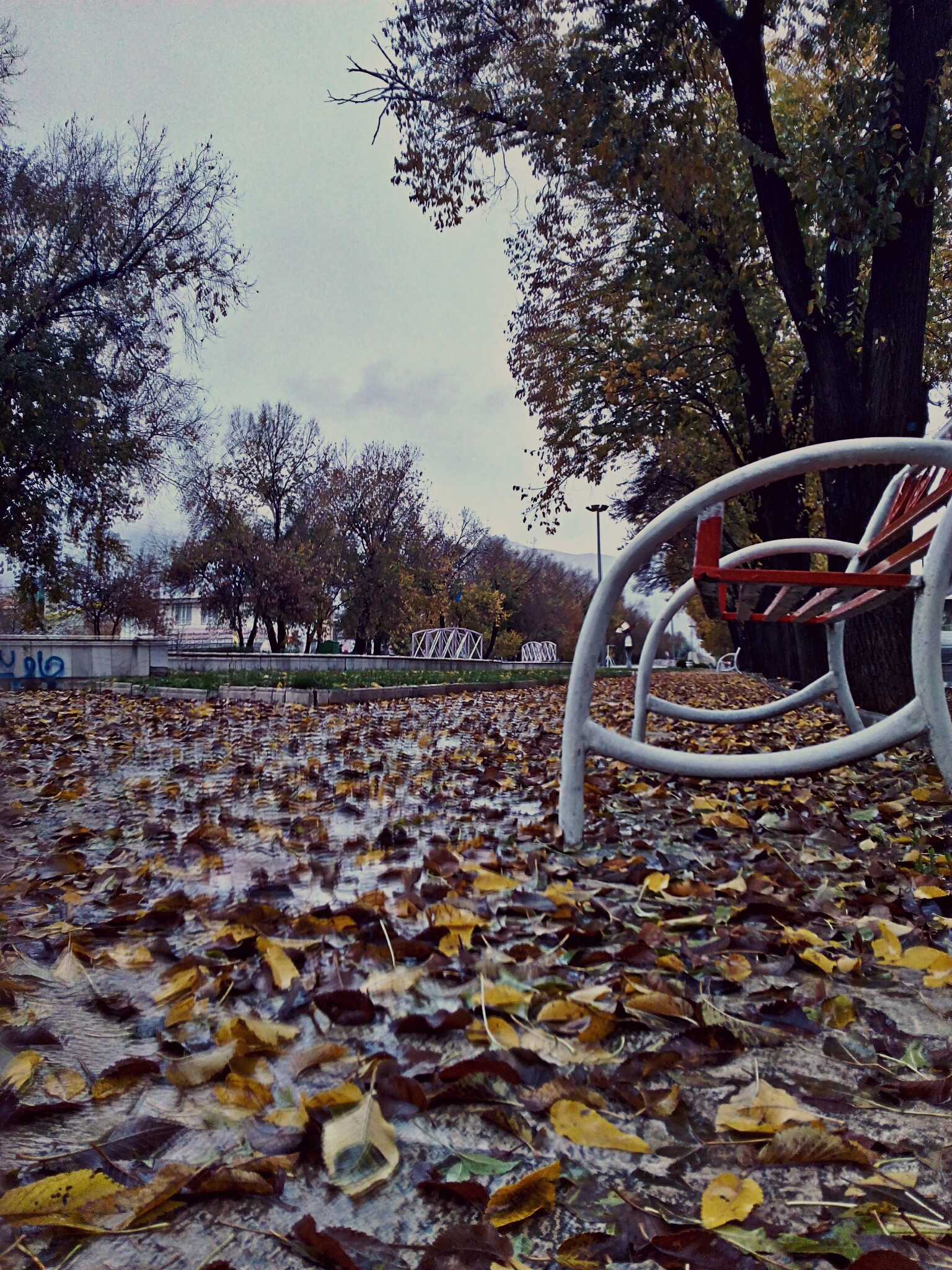
بلوار طاق بستان آذر ۹۷
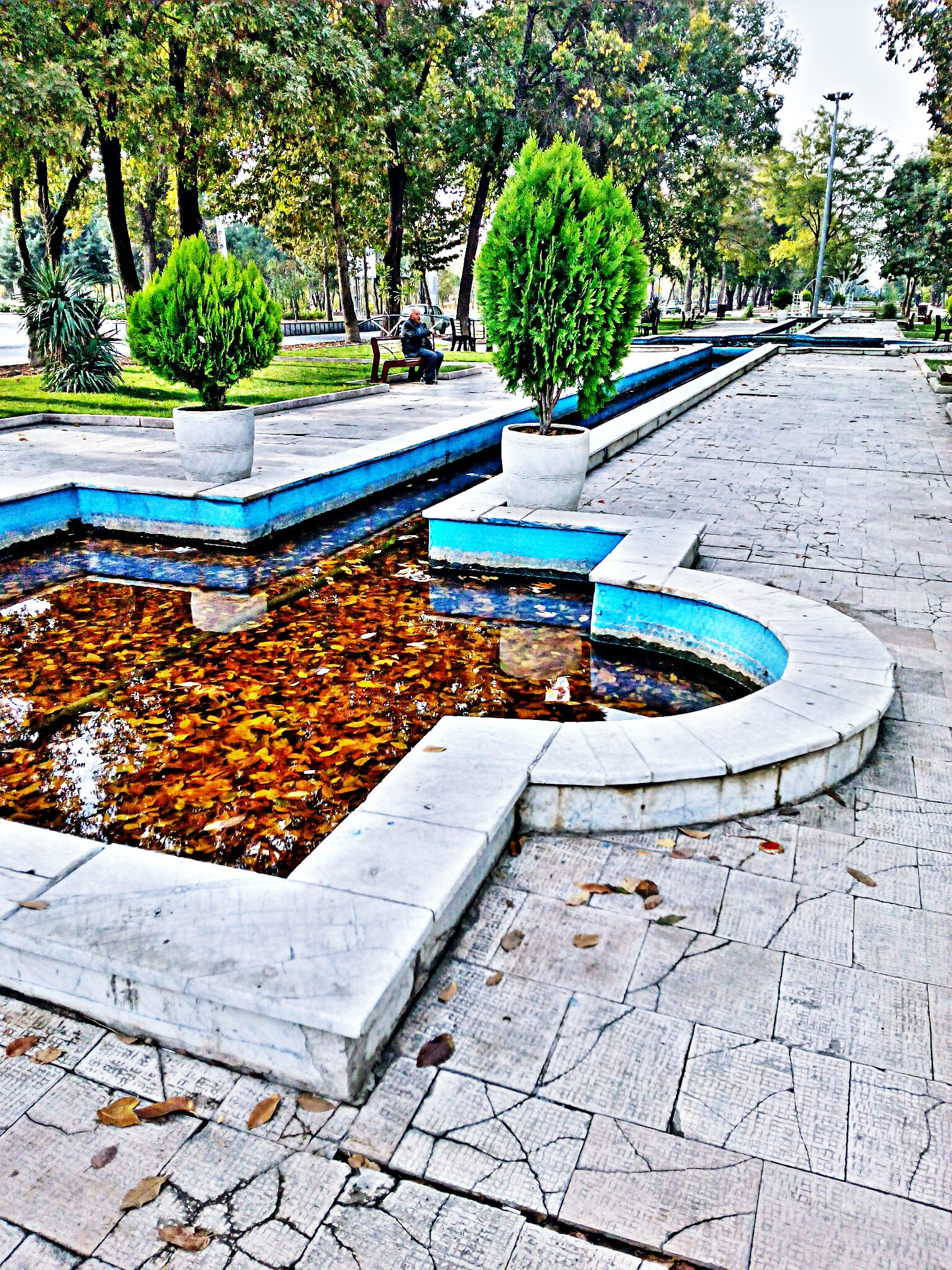
بلوار طاق بستان در پاییز ۹۶
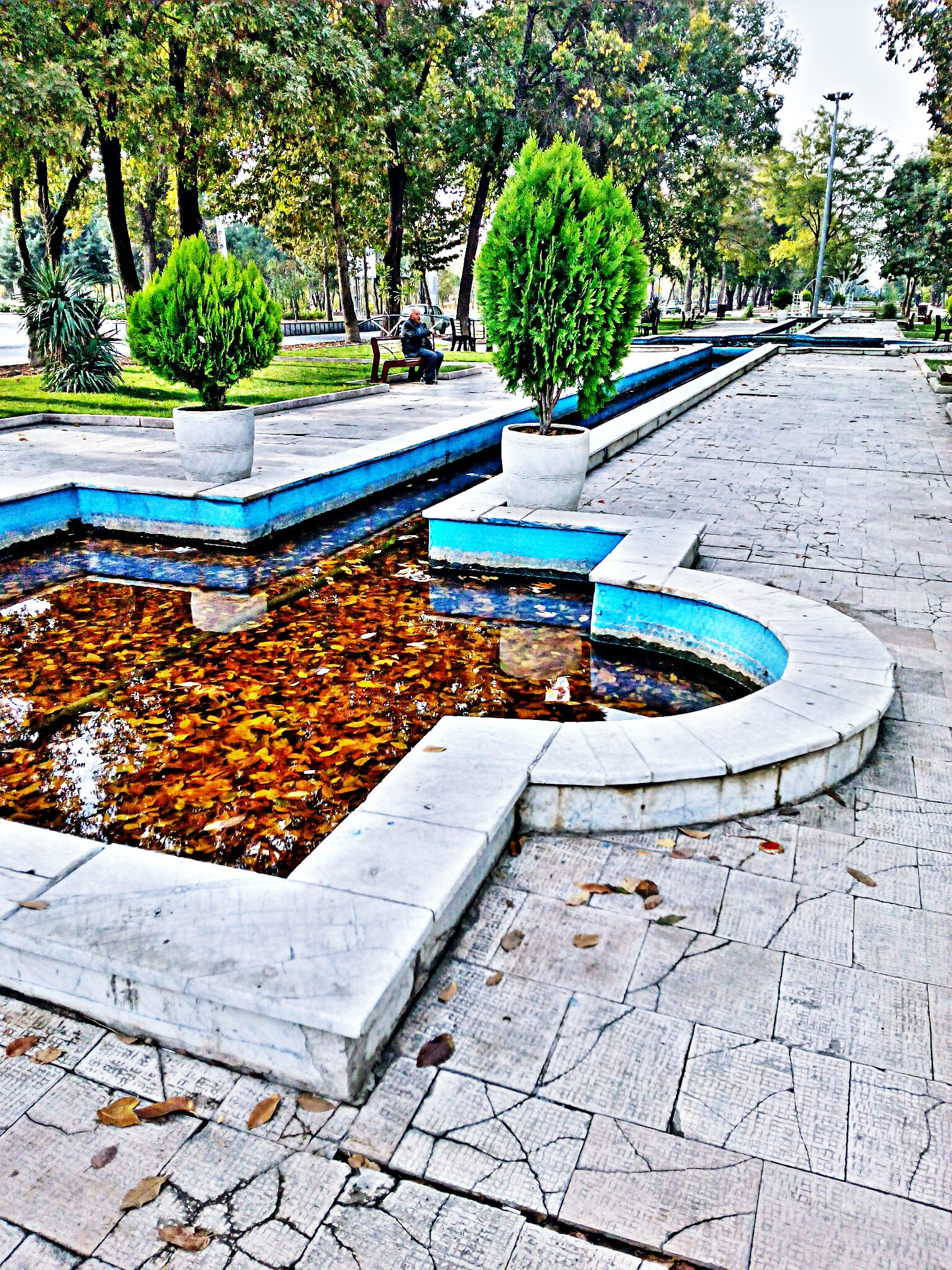
بلوار طاق بستان در پاییز ۹۶
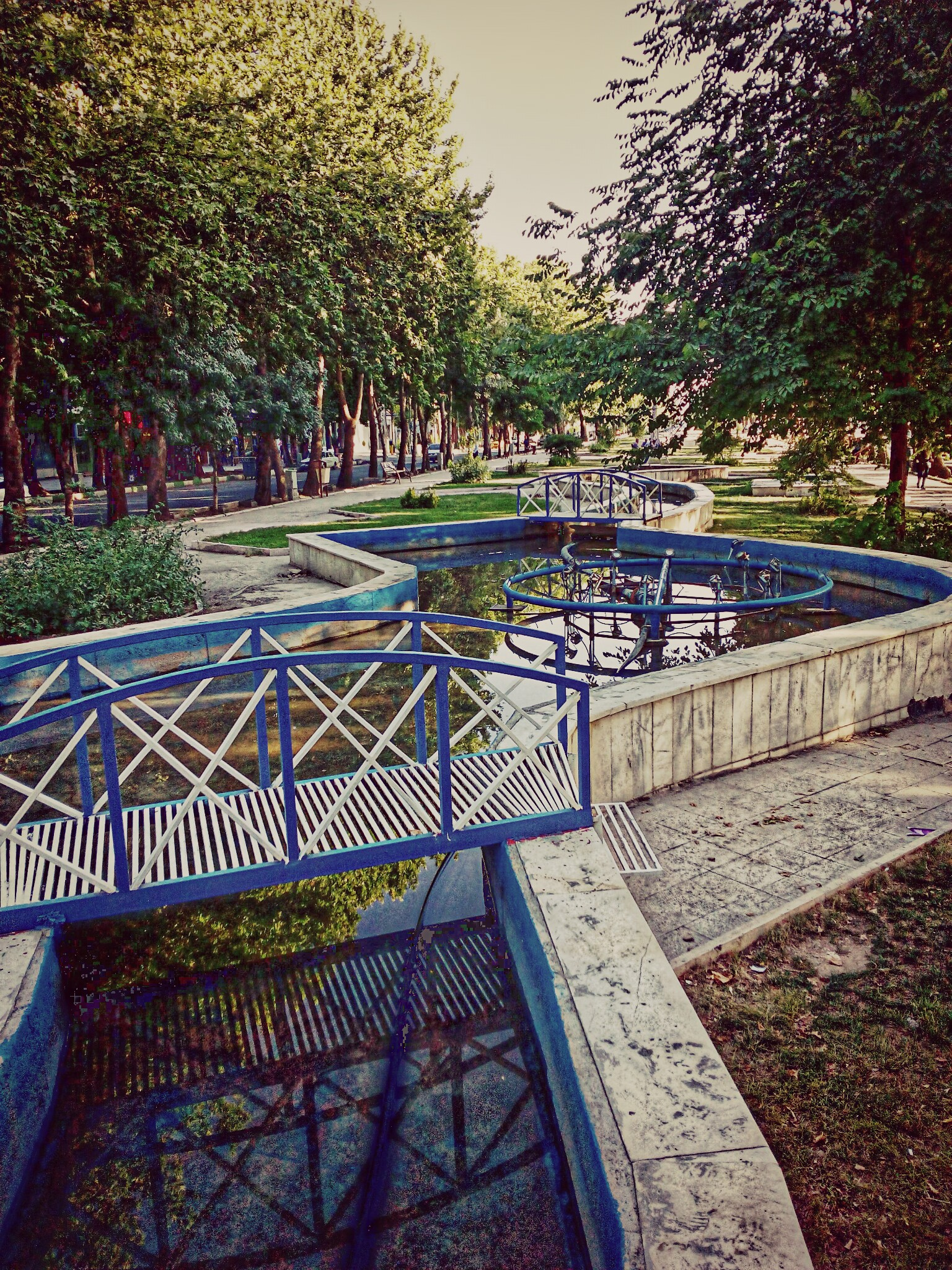
بلوار طاق بستان در تابستان ۹۶
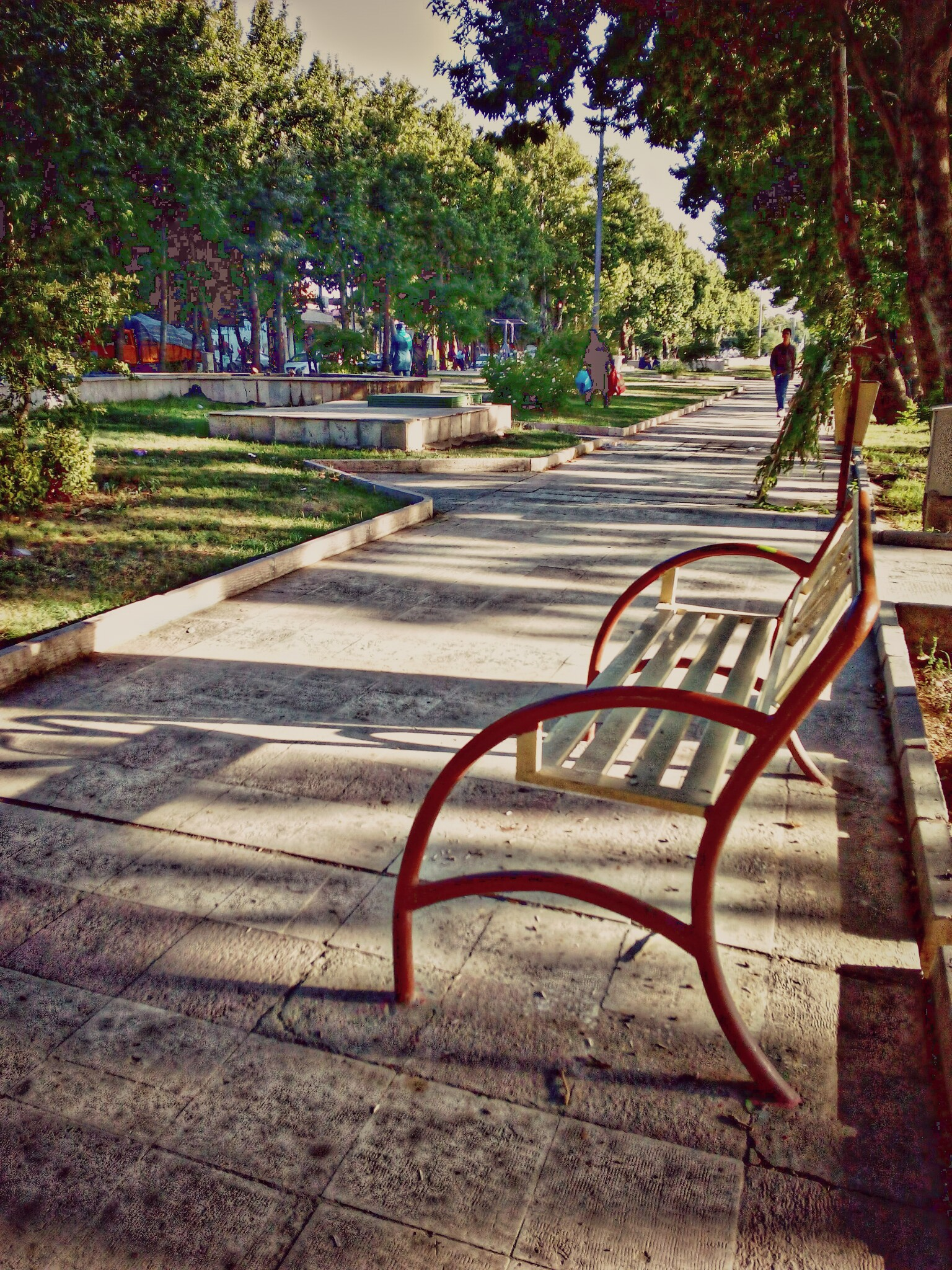
بلوار طاق بستان در تابستان ۹۶